# Nemesis (Software)
Nemesis ist ein Befehlszeilenwerkzeug zum Erstellen und Injizieren von Netzwerkpaketen (Paket-Injektor) für UNIX-ähnliche und Windows-Systeme.
Nemesis wurde entwickelt, um ARP-, DNS-, ETHERNET-, ICMP-, IGMP-, IP-, OSPF-, RIP-, TCP- und UDP-Pakete nativ zu erstellen und zu injizieren. Mit den IP- und Ethernet-Injektionsmodi kann fast jedes benutzerdefinierte Paket erstellt und injiziert werden. Damit eignet sich Nemesis gut zum Testen von Netzwerk-Intrusion-Detection-Systemen, Firewalls, IP-Stacks und einer Vielzahl weiterer Aufgaben.
Nemesis unterstützt die Betriebssysteme BSD, Linux, Solaris, Mac OS X und Microsoft Windows.
Entwickelt wurde Nemesis ursprünglich ab 1999 von Mark Grime und die gesamte Funktionalität in der Version 1.4 vom neuen Betreuer und Entwickler Jeff Nathan 2003 zu einem einzigen Dienstprogramm zusammengefasst.